# Evágrio Escolástico
Evágrio Escolástico (em grego antigo, Εὐάγριος Σχολαστικός; Epifânia, c. 536 – c. 594) foi um historiador bizantino de língua grega. Auxiliar do Patriarca de Antioquia Gregório I de Antioquia, sua principal obra sobrevivente, História Eclesiástica, é composta de seis volumes sobre a história da Igreja desde o primeiro concílio de Éfeso até o reinado de imperador bizantino Maurício, seu contemporâneo.
Com Eusébio de Cesareia, Sozomeno, Teodoreto de Ciro e Sócrates Escolástico, Evágrio é um dos principais historiadores eclesiásticos da Antiguidade tardia.

## Vida
Evágrio nasceu em Epifânia, uma humilde cidade na Síria Salutar localizada perto do rio Orontes, no coração do Império Romano do Oriente. Há controvérsias sobre a data exata que ele nasceu, pois Glenn F. Chesnut, um historiador eclesiástico, afirma que o futuro acadêmico teria nascido entre 536 e 537, enquanto que Whitby, outro reconhecido pesquisador medieval, alega que ele nasceu antes de 535:p. 215. Sua primeira obra tratou de uma severa epidemia de peste que infectou uma grande parte da população bizantina. O próprio Evágrio foi acometido pela peste e, milagrosamente, se salvou da morte. De acordo com seu próprio relato, membros próximos de sua família morreram nesta epidemia, incluindo sua esposa. Michael Withby argumenta que Evágrio nasceu numa família rica e aristocrática, com relações próximas com a elite política. Sua educação foi ampla desde a infância, começando com uma especialização em Gramática, passando depois para a literatura grega. Finalmente, Evágrio acabou perseguindo o Direito, algo que, assim que terminou, lhe conferiu o prestigioso título de "Escolástico", já próximo dos trinta anos. Sua primeira empreitada oficial foi acompanhar Gregório I de Antioquia até Constantinopla para defendê-lo contra acusações de abuso sexual. Evágrio se casou novamente em Antioquia, onde seus próprios registros testemunham o prestígio que tinha sobre a elite profissional da época pela quantidade de pessoas que compareceram à cerimônia. Dedicado ao imperador bizantino, Maurício, Evágrio escreveu muitas obras sobre assuntos teológicos que, infelizmente, não sobreviveram. Sua obra final, a "História Eclesiástica", terminou em 593
Evágrio era explicitamente um cristão de credo calcedoniano, crítico tanto de Zacarias Retórico quanto de Zósimo por suas diferenças teológicas, dois dos mais populares historiadores de seu tempo. Ele reconhecia e respeitava o primeiro por suas contribuições informativas à história escrita dos séculos V e VI, mas o admoestava por sua posição monofisista. Já com o segundo ele era especialmente hostil, pois ele era um historiador pagão e tinha pontos de vista anti-cristãos. Dizia Evágrio para ele "Você, amaldiçoado e corrupto, diz que a sorte dos romanos terminou e foi arruinada a partir do momento que conheceram o cristianismo", criticando o ponto de vista de que a queda de Roma começou com a conversão de Constantino I:p. 224-225.

## História Eclesiástica
A única obra sobrevivente de Evágrio, a "História Eclesiástica", conta a história do Império Romano do Oriente desde o início da controvérsia nestoriana no primeiro concílio de Éfeso em 431 até o ano de 593. O conteúdo foca principalmente em assuntos religiosos, descrevendo os eventos à volta de bispos e homens santos.